# Concerto doppio
Con concerto doppio o doppio concerto (in tedesco Doppelkonzert) si intendono due generi distinti di concerto.
Il concerto doppio può essere concepito per due solisti e orchestra, in opposizione all'usuale concerto solista. Tali esecutori possono suonare strumenti dello stesso tipo come nel Concerto per due violini di Bach, o di diverso genere, come nel Doppio concerto per violino e violoncello di Brahms.
Più raramente, la denominazione si riferisce all'uso, nell'opera, di un doppio corpo orchestrale nello stile del concerto grosso. Per esempio, il Doppio concerto per due orchestre d'archi, pianoforte e timpani di Martinů è comunemente noto col nome di "Doppio concerto", dove la parola doppio sta a indicare i due gruppi di strumenti ad arco piuttosto che il pianoforte e i timpani, che non sono solisti in senso tradizionale.

## Doppi concerti celebri
- Antonio Vivaldi, Concerto per due violoncelli in sol minore, RV 531
- Johann Sebastian Bach, Concerto per due violini in re minore
- Wolfgang Amadeus Mozart
  - Concerto per flauto, arpa e orchestra (1778)
  - Concerto per due pianoforti e orchestra n. 10 (1779)
- Felix Mendelssohn
  - Concerto per violino, pianoforte e archi (1823)
  - Concerto per due pianoforti e orchestra n. 1 (1823)
  - Concerto per due pianoforti e orchestra n. 2 (1824)
- Johannes Brahms, Doppio concerto per violino e violoncello (1887)
- Max Bruch, Concerto per clarinetto, viola e orchestra (1911)
- Frederick Delius, Doppio concerto per violino, violoncello e orchestra (1915)
- Igor' Fëdorovič Stravinskij, Concerto per due pianoforti soli (1931-1935)
- Elliott Carter, Doppio concerto per clavicembalo, pianoforte con due orchestre d'archi (1961)
- Hans Werner Henze, Doppio concerto per oboe, arpa e archi (1966)
- Witold Lutosławski, Doppio concerto per oboe, arpa e orchestra da camera (1979–80)